# The Fabulous Four
The Fabulous Four es una película de comedia estadounidense de 2024 dirigida por Jocelyn Moorhouse y escrita por Ann Marie Allison y Jenna Milly. Está protagonizada por Susan Sarandon, Bette Midler, Megan Mullally, Sheryl Lee Ralph, Bruce Greenwood, Timothy V. Murphy y Michael Bolton.
Fue estrenada en los Estados Unidos por Bleecker Street el 26 de julio de 2024.

## Sinopsis
Tres amigas viajan a Cayo Hueso, Florida, para ser damas de honor en la boda sorpresa de su amiga de la universidad.

## Reparto
- Susan Sarandon como Lou
- Bette Midler como Marilyn
- Megan Mullally como Alice
- Sheryl Lee Ralph como Kitty
- Sophie von Haselberg como Amanda
- Déjà Dee como Dr. Rhonda Brown
- Michael Bolton como Él mismo
- Brandee Evans como Leslie
- Bruce Greenwood como Ted
- Renika Williams como Shivani
- Abigail Dolan como Sheila
- David Goren como Brandon
- Kadan Well Bennett como Nathan
- Timothy V. Murphy como Capitán Ernie

## Producción
En mayo de 2022, se anunció que Susan Sarandon, Bette Midler y Megan Mullally se habían unido al elenco de la película, con Jocelyn Moorhouse dirigiendo a partir de un guion que escribió junto a Jenna Milly y Ann Marie Allison. En octubre de 2022, Sissy Spacek se unió al elenco de la película y Bleecker Street adquirió los derechos de distribución de la película. En octubre de 2023, Sheryl Lee Ralph, Bruce Greenwood y Timothy V. Murphy se unieron al elenco de la película, y Ralph reemplazó a Spacek, quien salió debido a conflictos de programación.
La fotografía principal comenzó en septiembre de 2023 en Savannah, Georgia, consiguiendo un acuerdo provisional SAG-AFTRA.

## Recepción
The Fabulous Four recibió en reseñas generalmente negativas de parte de la crítica y de la audiencia. En el sitio web especializado Rotten Tomatoes, la película posee una aprobación de 26%, basada en 50 reseñas, con una calificación de 3.9/10, y con un consenso crítico que dice: "Estas cuatro damas son realmente fabulosas, pero merecen un guion mucho más inspirado." De parte de la audiencia tiene una aprobación de 57%, basada en más de 250 votos, con una calificación de 3.3/5.
El sitio web Metacritic le dio a la película una puntuación de 44 de 100, basada en 15 reseñas, indicando "reseñas mixtas o promedio", mientras que en el sitio IMDb los usuarios le asignaron una calificación de 4.7/10, sobre la base de más de 647 votos.